# Diane Middlebrook
Diane Helen Wood Middlebrook (* 16. April 1939 in Pocatello; † 15. Dezember 2007 in San Francisco) war eine US-amerikanische Autorin und Biografin.

## Leben
Middlebrook wuchs in Idaho auf. Sie studierte an der University of Washington und der Yale University. Dort promovierte sie über Walt Whitman und Wallace Stevens. Ab 1966 lehrte sie als Assistenzprofessorin an der Stanford University.
In den 1980er Jahren veröffentlichte Middlebrook mehrere Bücher über Dichtung und Poesie. Mit der Veröffentlichung ihrer Biografie über Anne Sexton gelang 1991 der Durchbruch. Das Buch wurde ein Bestseller und gehörte bei den National Book Award zu den Finalisten. Mit einer Biografie über den Jazzmusiker Billy Tipton bewies sie, dass sie auch über Themen außerhalb der Anglistik schreiben konnte. 2003 erschien ihre dritte Biografie, in der Sylvia Plath und Ted Hughes das Thema waren.
2004 beendete Middlebrook ihre akademische Karriere an der Stanford University, da sie sich ausschließlich dem Schreiben widmen wollte. Sie arbeitete an einem Buch über Ovid, als sie im Dezember 2007 an Krebs verstarb.
Sie war mit dem 2015 verstorbenen Chemiker, Kunstsammler und Schriftsteller Carl Djerassi verheiratet.

## Werke
- Du wolltest deine Sterne : Sylvia Plath und Ted Hughes. Biografie. Edition Fünf, Gräfelfing, Hamburg 2013, ISBN 978-3-942374-32-3.
- Der junge Ovid. Eine unvollendete Biographie. Mit einem Vorwort von Carl Djerassi. Müry Salzmann Verlag, Salzburg 2012, ISBN 978-3-99014-070-3